# Barney i przyjaciele (serial animowany 2024)
Barney i przyjaciele – amerykańsko-kanadyjski serial animowany emitowany na serwisie Max od 14 października 2024 roku. Tego dnia 14 października 2024 w Polsce odbyła się premiera serialu na kanale Cartoonito. Wyprodukowany przez Mattel Television i z animacją autorstwa kanadyjskiej Nelvany z Corus Entertainment, serial stanowi wznowienie serii Barney, która dała początek pierwszemu serialowi telewizyjnemu Barney i przyjaciele, opartemu na poprzedniku Barney & the Backyard Gang. W przeciwieństwie do dwóch poprzednich serii, które były aktorskie, ten program jest prezentowany w CGI.

## Bohaterowie

### Dinozaury
- Barney
- Baby Bop
- Billy

### Dzieci
- David
- Mel
- Vivie
- Liam

### Dorośli
- Ms. Lewis
- Grady
- Nonna
- Luis

## Odcinki

### Spis odcinków
| Premiera odcinka | Premiera odcinka | Nr | Polski tytuł                    | Angielski tytuł               |
| ---------------- | ---------------- | -- | ------------------------------- | ----------------------------- |
| 14.10.2024       | 14.10.2024       | 1  | Kisielkowo-winogronowa lawa     | The Floor is Grape Jelly      |
| 14.10.2024       | 14.10.2024       | 2  | Kocham was                      | I Lovey You                   |
| 14.10.2024       | 15.10.2024       | 3  | Największy skarb Mel            | Mel's Greatest Treasure       |
| 14.10.2024       | 15.10.2024       | 4  | Jeden dojrzały pomidor          | One Ripe Tomato               |
| 14.10.2024       | 16.10.2024       | 5  | Wielki wyścig Barneya           | Barney's Big Race             |
| 21.10.2024       | 16.10.2024       | 6  | Rycerska odwaga                 | The Brave Truth               |
| 21.10.2024       | 17.10.2024       | 7  | Czerwone - stój, zielone - idź! | Red Light Stop Green Light Go |
| 21.10.2024       | 17.10.2024       | 8  | Duży, wielki, ogromny           | Big Bigger Best               |
| 21.10.2024       | 18.10.2024       | 9  | Trening czyni mistrza           | Practice Makes Purple         |
| 21.10.2024       | 18.10.2024       | 10 | Przyjazna załoga                | Team Mateys                   |